# اندیس چاه تلخ
چاه تلخ یک اندیس فلزی است که در حوالی شهر گلگهر استان کرمان قرار دارد و مادهٔ معدنی موجود در آن، سرب و روی است.  